# Vitakridrinda
Vitakridrinda – rodzaj teropoda z rodziny abelizaurów (Abelisauridae) żyjącego w późnej kredzie na terenie dzisiejszego Beludżystanu w Pakistanie. Obejmuje jeden gatunek – Vitakridrinda sulaimani.
Został odkryty wraz ze szczątkami innych dinozaurów w pobliżu Vitariki przez zespół paleontologów z Geological Survey of Pakistan, w datowanej na mastrycht Vitakri Member w formacji Pab. Rodzaj został formalnie opisany w 2006 przez M. S. Malkaniego na podstawie niekompletnego szkieletu obejmującego dwie kości udowe, puszkę mózgową oraz ząb. Fragment czaszki odnaleziony później przez Malkaniego i dołączony do holotypu oraz kręg mogą również należeć do przedstawicieli tego rodzaju.